# Хмиль, Мария Юрьевна
Мария Юрьевна Хмиль (укр. Марія Юріївна Хміль; 4 августа 1928 года) — звеньевая колхоза имени Жданова Рудковского района Дрогобычской области, Украинская ССР. Герой Социалистического Труда (1954).
С начала 1950-х годов — рядовая колхозница, звеньевая свекорводческого звена колхоза имени Жданова Рудковского района.
В 1953 году звено Марии Хмиль собрало в среднем по 600 центнеров сахарной свеклы на участке площадью 5 гектаров. Указом Президиума Верховного Совета СССР от 27 июля 1954 года «за получение высоких урожаев сахарной свеклы в 1953 году» удостоена звания Героя Социалистического Труда с вручением ордена Ленина и золотой медали «Серп и Молот».
После выхода на пенсию проживала в селе Вистовичи Самборского района.